# Famennium
| ❮ | System    | Serie       | Stufe      | ≈ Alter (mya) |
| ❮ | später    | später      | später     | jünger        |
| - | --------- | ----------- | ---------- | ------------- |
| ❮ | D e v o n | Oberdevon   | Famennium  | 358,9 ⬍ 372,2 |
| ❮ | D e v o n | Oberdevon   | Frasnium   | 372,2 ⬍ 382,7 |
| ❮ | D e v o n | Mitteldevon | Givetium   | 382,7 ⬍ 387,7 |
| ❮ | D e v o n | Mitteldevon | Eifelium   | 387,7 ⬍ 393,3 |
| ❮ | D e v o n | Unterdevon  | Emsium     | 393,3 ⬍ 407,6 |
| ❮ | D e v o n | Unterdevon  | Pragium    | 407,6 ⬍ 410,8 |
| ❮ | D e v o n | Unterdevon  | Lochkovium | 410,8 ⬍ 419,2 |
| ❮ | früher    | früher      | früher     | älter         |

Das Famennium (im deutschen Sprachgebrauch meist nur Famenne genannt) ist in der Erdgeschichte die oberste chronostratigraphische Stufe des Oberdevons (Devon). Die Stufe dauerte geochronologisch von etwa 372,2 Millionen bis etwa 358,9 Millionen Jahren. Dem Famennium geht das Frasnium voran; es wird vom Tournaisium, der untersten Stufe des Karbons gefolgt.

## Namensgebung und Geschichte
Das Famennium ist nach der Region Famenne in Belgien benannt. Stufe und Name wurden 1855 von André Hubert Dumont vorgeschlagen und in die wissenschaftliche Literatur eingeführt.

## Definition und GSSP
Die Basis des Famennium liegt direkt über dem oberen Kellwasser-Horizont, einem größeren Aussterbeevent im Oberdevon. Das Ende der Stufe ist zugleich die Devon-Karbon-Grenze, die durch das Einsetzen der Conodonten-Art Siphonodella sulcata definiert ist. Das Referenzprofil (GSSP = Global Stratotype Section and Point) befindet sich im oberen Coumiac-Steinbruch in der Nähe von Cessenon, Département Hérault, Montagne Noire, Frankreich.

## Untergliederung
Das Famennium wird in acht Conodonten-Biozonen untergliedert:
- Siphonodella praesulcata-Zone
- Palmatolepis expansa-Zone
- Palmatolepis postera-Zone
- Palmatolepis trachytera-Zone
- Palmatolepis marginifera-Zone
- Palmatolepis rhomboidea-Zone
- Palmatolepis crepida-Zone
- Palmatolepis triangularis-Zone